# 氷川社 (戸田市氷川町)

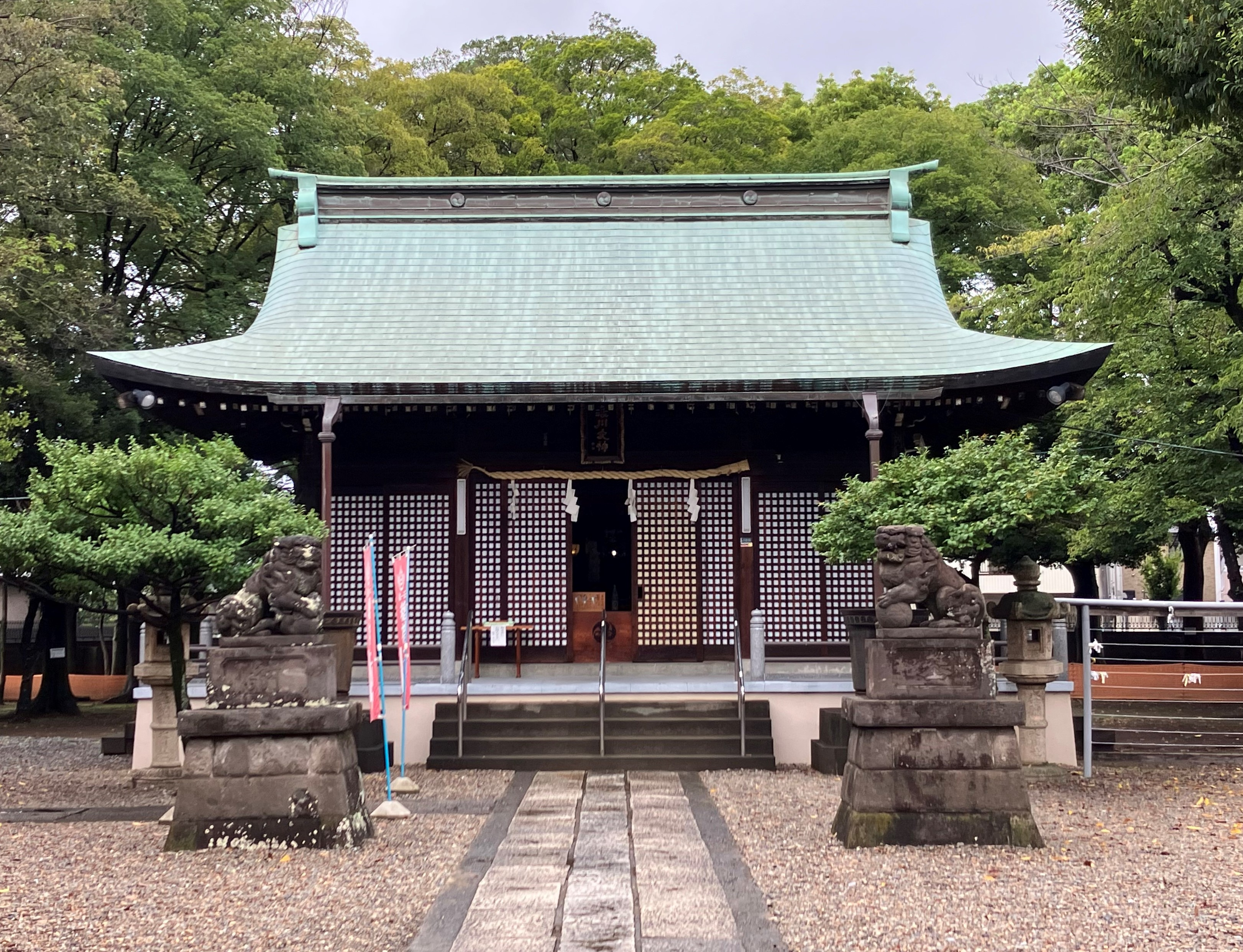
社殿

氷川社（ひかわしゃ）は、埼玉県戸田市の神社。

## 歴史
1429年（正長2年）に創建された。金剛院が別当寺であった。明治初期の神仏分離がされるまで、社殿には十一面観音と男女二神が安置されていたという。明治以降、十一面観音は行方不明になっているが、男女二神は今も祀られている。
1873年（明治6年）、近代社格制度に基づく「村社」に列せられ、1907年（明治40年）の神社合祀により、周辺の4神社が合祀された。

## 文化財
- 夫婦柿（戸田市指定天然記念物 昭和56年4月10日指定）[2]

## 交通アクセス
- 戸田駅より徒歩24分。